# Kayla Carrera
Kayla Carrera (Chicago, Illinois; 30 de junio de 1978) es una actriz pornográfica y modelo erótica estadounidense.

## Biografía
Kayla Carrera, nombre artístico de Candice Batilaran, nació en Chicago en junio de 1978, en una familia de origen alemán, irlandés, español, filipino y polinésico. Crecida en Atlanta (Georgia), en 2003 se mudó a Los Ángeles, donde comenzó su carrera primero como modelo erótica y, posteriormente, en 2007, con 29 años, debutó como actriz pornográfica.
Como actriz, ha trabajado para productoras como Devil's Film, Wicked, Vivid, Evil Angel, Digital Playground, 3rd Degree, Pure Play Media, Adam & Eve, Reality Kings, Brazzers, Bangbros, Naughty America, Zero Tolerance o Jules Jordan Video, entre otras.
También ha actuado junto a actores reconocidos como Mike Adriano, Jordan Ash, Marco Banderas, Billy Glide, Erik Everhard, Manuel Ferrara, Tommy Gunn, Jules Jordan, Keiran Lee, Ramón Nomar, Lexington Steele, Michael Stefano, Evan Stone, Mick Blue, Christian XXX, Criss Stroks, Nacho Vidal, Voodoo, Mark Wood o Xander Corvus, con el que llegó a casarse, brevemente, en 2012.
En 2008 recibió su primera nominación en los Premios AVN en la categoría de Mejor escena de sexo en grupo por The Craving. Dos años más tarde, en los mismos premios y categoría, se alzaría ganadora por su trabajo en 2040.
Se retiró de la industria activa en 2015, si bien siguieron apareciendo algunos trabajos suyos posteriormente. Se retiró con más de 250 películas como actriz.

## Premios y nominaciones
| Año  | Ceremonia   | Resultado | Premio                        | Trabajo     |
| ---- | ----------- | --------- | ----------------------------- | ----------- |
| 2008 | Premios AVN | Nominada  | Mejor escena de sexo en grupo | The Craving |
| 2010 | Premios AVN | Ganadora  | Mejor escena de sexo en grupo | 2040        |